# Эркко, Ээро

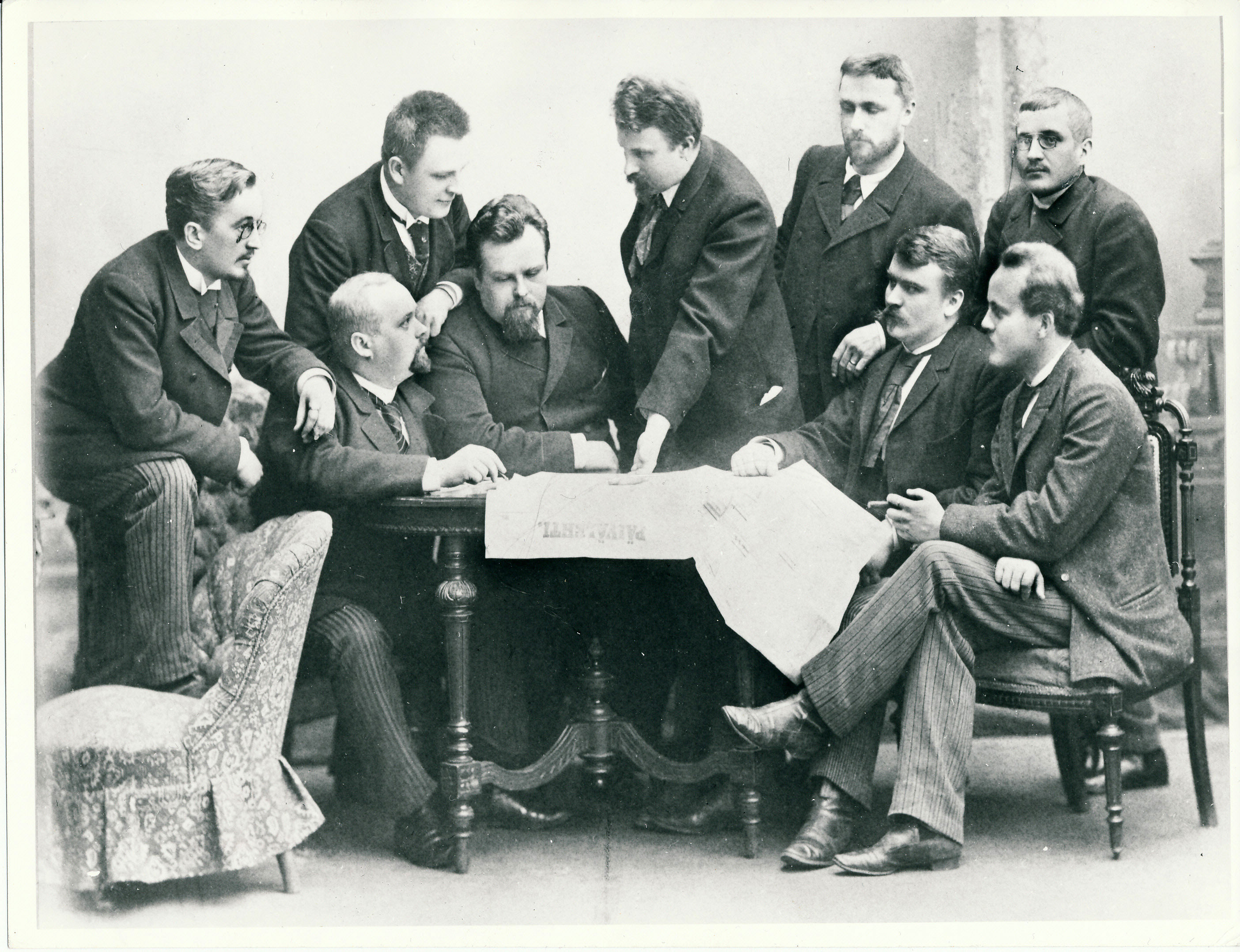
Редакция ежедневной газеты Päivälehti в 1893 году: в ряду слева направо стоят Казимир Лейно, Рейнхольд Ройне, Юхани Ахо, Арвид Ярнефельт и Эркки Рейонен. За столом слева направо сидят Сантери Ингман, E.O. Сьёберг, Ээро Эркко и Филип Варен.

Ээро Эркко (18 мая 1860, Ориматтила — 14 октября 1927) — финский журналист и политический деятель. Он занимал пост министра социальных дел с 27 ноября 1918 по 17 апреля 1919, министра транспорта и общественных работ с 17 апреля по 15 августа 1919 и министра торговли и промышленности с 15 августа 1919 по 15 марта 1920 года. Он был членом парламента Финляндии (Suomen maapäivät) с 1894 по 1900 год, затем с 1905 по 1906 год, и членом Эдускунта с 1907 по 1919 год, представляя Младофинскую партию до 1918 года и Национальную прогрессивную партию с 1918 по 1919 год. Эркко основал газету Päivälehti в 1889 году. Её он редактировал с 1890 по 1899 год. Также он был редактором газеты Helsingin Sanomat (с 1908 по 1918 год и снова с 1920 до своей смерти в 1927 году). Ээро был отцом Юхо Эркко. Ээро Эркко похоронен на кладбище Хиетаниеми в Хельсинки.